# روبرت وايت (نحات)
روبرت وايت (بالإنجليزية: Robert White)‏ هو نحات أمريكي، ولد في 19 سبتمبر 1921 في سانت جيمس (نيويورك) في الولايات المتحدة، وتوفي في 21 سبتمبر 2002 في سميثتاون في الولايات المتحدة.